# Берг, Битте
Би́тте Берг (швед. Bitte Berg; род. 21 февраля 1961) — шведская кёрлингистка.

## Достижения
- Чемпионат Швеции по кёрлингу среди женщин: золото (1986)[2].
- Чемпионат Швеции по кёрлингу среди юниоров: золото (1980).

## Команды
| Сезон   | Четвёртый         | Третий            | Второй        | Первый        | Запасной            | Турниры                             |
| ------- | ----------------- | ----------------- | ------------- | ------------- | ------------------- | ----------------------------------- |
| 1979—80 | Carina Fredström  | Лотта Гайзенфельд | Битте Берг    | Tette Alström |                     | ЧШЮ 1980                            |
| 1985—86 | Элизабет Хёгстрём | Биргитта Севик    | Ева Андерссон | Битте Берг    |                     | ЧШЖ 1986                            |
| 1986—87 | Элизабет Хёгстрём | Биргитта Севик    | Ева Андерссон | Битте Берг    | Инга Арвидссон (ЧМ) | ЧЕ 1986 (7 место) ЧМ 1987 (6 место) |

(скипы выделены полужирным шрифтом)

## Частная жизнь
Её муж — шведский кёрлингист, чемпион Швеции Конни Эстлунд, их дочь — шведская кёрлингистка, чемпионка Швеции и мира Сесилия Эстлунд.